# Церквиця
Церквиця (пол. Cerkwica) — село в Польщі, у гміні Карниці Ґрифицького повіту Західнопоморського воєводства.
Населення — 1219 осіб (2011).
У 1975-1998 роках село належало до Щецинського воєводства.

## Демографія
Демографічна структура станом на 31 березня 2011 року:
|          | Загалом | Допрацездатний вік | Працездатний вік | Постпрацездатний вік |
| -------- | ------- | ------------------ | ---------------- | -------------------- |
| Чоловіки | 602     | 136                | 421              | 45                   |
| Жінки    | 617     | 118                | 386              | 113                  |
| Разом    | 1219    | 254                | 807              | 158                  |